# Exocentrus misellus
Exocentrus misellus är en skalbaggsart som beskrevs av Auguste Lameere 1893. Exocentrus misellus ingår i släktet Exocentrus och familjen långhorningar.
Artens utbredningsområde är Laos. Inga underarter finns listade i Catalogue of Life.